# Peter Steven Schull

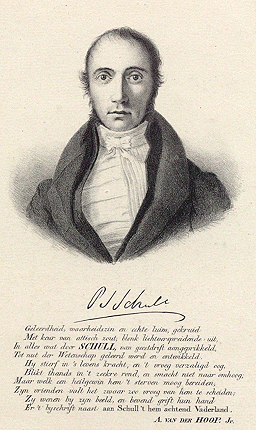
Mr. Peter Steven Schull (1791-1835)

Mr. Peter Steven Schull (Den Haag, 11 februari 1791 - Dordrecht, 4 augustus 1835) was een Nederlands advocaat en dichter.

## Biografie
Peter Steven Schull studeerde rechten aan de Universiteit van Leiden en promoveerde aldaar op 20-jarige leeftijd. Na zijn studie vestigde hij zich als advocaat te Dordrecht en werd daar in 1814 ook notaris. Naast zijn beroepsmatige werkzaamheden maakte hij zich ook verdienstelijk op het terrein van de dichtkunst en van de natuurwetenschappen (mineralogie).

## Gedicht van Peter Steven Schull
| Naar aanleiding van het overlijden van Jacob van Strij |
| --- |
| Treur, diep bedrukte gaâ, treur, diepbedrukte erven, Treur, grijze Merwestad, die vriend en vader mist: Natuur treurt met U mee, zij moet haar schepper derven, Aan wien verbeelding al haar gaven had verkwist. Neen, juicht! Van Strij is nu aan ‘t logge stof ontbonden, En doopt het schoon penseel in Godgewijde inkt, En maalt tafreelen daar, die eng’len hem verkonden, Waarbij ‘s mans meesterstuk in ‘t aardsche niet verzinkt. door: Mr. Peter Steven Schull (1791-1835) in 1815 |